# Ƿ

Velký a malý wen

Ƿ (minuskule ƿ, nazývaný wynn, wen, případně ƿynn, či ƿen) byl znak latinské abecedy užívaný převážně v staré angličtině (respektive přibližně do roku 1300), pak byl nahrazen písmenem w.
Zprvu se sice pro hlásku /w/ začalo používat digrafu uu, nicméně byl písaři nahrazen anglosaskou runou ᚹ (wen). Wen byl nahrazován písmenem w snad pod normanským vlivem od 11. století.